# Nemicolopterus
Nemicolopterus (лат., от др.-греч. nemos — лес, Ikolos — обитатель и pteros — крыло) — род птерозавров, обитавших в нижнемеловую эпоху (аптский век) на территории современной провинции Ляонин (Китай).

## Описание
Размах крыльев был менее 25 сантиметров, это меньше, чем у всех остальных птерозавров, кроме нескольких образцов детёнышей птерозавров. Палеонтолог Даррен Нэш утверждал в своём популярном блоге, что в связи с тем, что птерозавры были выводковыми, то слияние костей могло происходить очень рано, и Nemicolopterus по факту могли быть птенцами рода Sinopterus Позже он подтвердил своё мнение в научной статье, посвящённой ранней способности птенцов птерозавров к полёту.
Nemicolopterus был беззубым птерозавром. Он также демонстрировал чёткие адаптации пальцев ног и когтей для захвата веток деревьев. Большинство птерозавров были известны из морских отложений, а это означает, что они, вероятно, ловили рыбу в океане и приземлялись на соседних пляжах или скалах. Nemicolopterus, с другой стороны, являлся одним из немногих известных птерозавров, живших в лесах, и вероятно охотившихся на насекомых.

## Систематика
Палеонтолог Ван Сяолинь пришёл к выводу, что род является примитивным промежуточным звеном между Pteranodontoidea и Dsungaripteroidea. В 2014 году Брайан Андрес, Джеймс Кларк и Сюй Син отнесли его к надсемейству Azhdarchoidea, к ветви, отделившей от общего ствола раньше, чем семейство тапеярид.